# 李來 (明朝)
李來（1620年—1653年），字我貽，南直隸宜興人，南明政治人物，賜同進士出身。

## 生平
少負異才，隆武二年考授選貢，任中書舍人，封藩廣西、遷兵部職方司主事。永曆三年御試賜進士，授庶吉士、官翰林院編修、出為監軍僉事，永曆七年（1653）七月殉難德慶，年三十三。年幼時曾聘同鄉吳氏，因戰亂道阻而未能迎娶，同僚勸他回鄉迎娶，他說：「國事至此，何以為家？公等詎欲來全軀保妻子乎？」遂終身不娶。

## 家族
- 兄：李用楫，字若濟，崇禎十六年癸未科進士。永曆六年兵敗殉國。
- 叔祖：李頎，字廷實，選貢。永曆八年於十八人之獄遇害。